# فرودگاه تاندر بی/الدورادو
فرودگاه تاندر بی/الدورادو (به انگلیسی: Thunder Bay/Eldorado Aerodrome) یک فرودگاه خصوصی است که یک باند فرود شن و چمن دارد و طول باند آن ۵۷۹ متر است. این فرودگاه در کشور کانادا قرار دارد و در ارتفاع ۲۱۳ متری از سطح دریا واقع شده است.